# Axinella halichondrioides
Axinella halichondrioides är en svampdjursart som beskrevs av Arthur Dendy 1905. Axinella halichondrioides ingår i släktet Axinella och familjen Axinellidae.
Artens utbredningsområde är Sri Lanka. Inga underarter finns listade i Catalogue of Life.